# Даннинг, Джон
Джон Да́ннинг (англ. John Dunning, 18 апреля 1927 — 11 сентября 2009) — английский профессиональный игрок в снукер.

## Карьера
Джон Даннинг стал профессионалом в 1971 году. До этого он был 11-кратным чемпионом Йоркшира по снукеру. В 1964-м он выиграл турнир турнир CIU, победив в финале Джеффа Томпсона — это был лучший результат Даннинга в любительской карьере. Лучшим же достижением Джона вообще является четвертьфинал чемпионата мира 1974 года, когда он победил Дэвида Тейлора 8:6 и Эдди Чарльтона 15:13. В матче за выход в 1/2 финала он уступил Грэму Майлсу 13:15. В 1977-м, на чемпионате Британии Даннинг также достиг четвертьфинала. Последнее выступление Джона в основной стадии чемпионата мира состоялось в 1982 году — тогда, в 1/16 финала, он проиграл Джону Спенсеру со счётом 4:10.
В 1984 году Даннинг вышел в финал Yamaha Masters (тогда финалисты турнира определялись по матчам в групповом этапе), но проиграл Стиву Дэвису и Дэйву Мартину, и занял итоговое 3 место. За этот результат он получил 6 000 фунтов стерлингов. До сих пор Даннинг остаётся самым возрастным финалистом рейтингового турнира — на тот момент ему было почти 57 лет.